# Life Got Cold
Life Got Cold este al treilea single lansat de grupul britanic Girls Aloud. Piesa a fost lansată ca al treilea single al albumului Sound Of The Underground, pe data de 18 august 2003. Life Got Cold a atins poziția cu numărul doi în clasamentul din Marea Britanie, devenind al treilea single de top trei consecutiv.

## Recepția și Lansarea
Life Got Cold nu a fost alegerea originală a casei de discuri, Polydor. Aceștia doreau să lanseze ca următorul single piesa Some Kind of Miracle dar planurile le-au fost date peste cap datorită popularității piesei, fanii cerând ca acest cântec să fie lansat ca single.

## Track listing-ul și formate
| #                           | Titlul                                  | Durata |
| --------------------------- | --------------------------------------- | ------ |
| CD1: Polydor / 9810656 (UK) |                                         |        |
| 1.                          | "Life Got Cold" [Album Version]         | 3:57   |
| 2.                          | "Girls on Film"                         | 3:41   |
| 3.                          | "No Good Advice" [Doublefunk Vocal Mix] | 7:30   |
| 4.                          | "Life Got Cold" [Video]                 | 4:00   |
| 5.                          | Photo Gallery                           |        |
| CD2: Polydor / 9810657 (UK) |                                         |        |
| 1.                          | "Life Got Cold" [Album Version]         | 3:57   |
| 2.                          | "Life Got Cold" [Radio Edit]            | 3:29   |
| 3.                          | "Life Got Cold" [29 Palms Remix Edit]   | 6:54   |
| 4.                          | "Life Got Cold" [Stella Browne Edit]    | 5:26   |
| UK Cassette single          |                                         |        |
| 1.                          | "Life Got Cold" [Album Version]         | 3:57   |
| 2.                          | "Life Got Cold" [Radio Edit]            | 3:29   |
| 3.                          | "Lights, Music, Camera, Action"         | 3:10   |

## Versiuni oficiale și alte apariții
"Life Got Cold"
| Versiunea             | Apariția                                                                  |
| --------------------- | ------------------------------------------------------------------------- |
| Versiunea de pe album | "Life Got Cold" single, Sound of the Underground The Sound of Girls Aloud |
| Radio Edit            | "Life Got Cold" single                                                    |
| 29 Palms Remix Edit   | "Life Got Cold" single                                                    |
| Stella Browne Edit    | "Life Got Cold" single                                                    |
| Video                 | Girls on Film [DVD], Style [DVD]                                          |
| Reggae Version        | The Sound of Girls Aloud: The Greatest Hits Tour                          |

"Girls on Film" 
| Versiunea             | Apariția                                                    |
| --------------------- | ----------------------------------------------------------- |
| Versiunea de pe album | "Life Got Cold" single, Sound of the Underground [re-issue] |

## Poziția în clasamente
"Life Got Cold" a debutat pe locul #3 în UK Singles Chart (clasamentul oficial din Marea Britanie), cu vânzări de peste 30,000 de unități în prima săptămână. În Irlanda single-ul a debutat pe locul #3, reușind să urce până pe locul #2, al treilea single de top 3 consecutiv. În România piesa a ajuns doar până pe locul #78, totuși s-a descurcat mai bine decât No Good Advice, care a ajuns doar până pe locul #97. Single-ul a vândut peste 83,000 de copii în total.

## Clasamnete
| Clasament (2003)          | Poziția maximă |
| ------------------------- | -------------- |
| Irish Singles Chart       | 2              |
| UK Singles Chart          | 3              |
| Eurochart Hot 100 Singles | 8              |
| Euro 200                  | 12             |
| Netherlands Top 40        | 11             |
| Romanian Singles Chart    | 78             |